# Marie Kratochvílová (fotografka)
Marie Kratochvílová (* 13. října 1946 Brno) je česká fotografka, umělecky aktivní zejména v 70. a 80. letech 20. století. Spolupracovala např. s Jiřím Valochem, Jiřím Hynkem Kocmanem či Daliborem Chatrným, podílela se na řadě brněnských uměleckých akcí, z nichž mnohé i dokumentovala. V roce 1996 svoji tvůrčí etapu završila a uměleckou činnost utlumila.

## Život
Narodila se v Brně 13. října 1946 do úřednické rodiny. Neměla umělecké rodinné zázemí ani vzdělání. Na doporučení otcova přítele, který pracoval jako policejní fotograf, pak v letech 1961 až 1964 absolvovala fotografické učiliště v Brně (pozdější Vysoká škola Karla Engliše na Šujanově náměstí). Poté nastoupila jako fotografka do Služeb města Brna, pod něž učiliště spadalo. Zde vytrvala do roku 1973.
V roce 1969 podnikla první cestu do Francie, posléze se začala zajímat o malířství a studovat francouzštinu a francouzskou kulturu. V roce 1971 se stala členkou Mladých přátel výtvarného umění při Domě umění města Brna a od téhož roku fotograficky dokumentovala umělecké aktivity konceptuálního okruhu brněnských umělců Valocha, Kocmana, Chatrného, Mariana Pally a dalších. Další cestu do Francie podnikla v roce 1977 a následujícího roku přeložila část studie La Chambre claire od Rolanda Barthese.
V první polovině 70. let odešla na Anatomický ústav Lékařské fakulty Univerzity Jana Evangelisty Purkyně (pozdější Masarykovy univerzity), kde dokumentovala mikroskopické detaily. Odtud se po roce přesunula na Botanický ústav Přírodovědecké fakulty, kde pracovala až do počátku 90. let. Přitom od roku 1984 také pracovala s dětmi ve fotografických kroužcích. V průběhu 90. let byla plně zaměstnána prací pro archiv a později rektorát Masarykovy univerzity. V letech 1997 či 1999 až 2004 navíc pedagogicky působila na Fakultě sociálních studií, kde vyučovala novinářskou fotografii. Ještě předtím, v roce 1994, krátce vyučovala fotografii na Fakultě výtvarných umění Vysokého učení technického v Brně. Spolupracovala také s katedrou humanitní environmentalistiky pod vedením Hany Librové. V létě 2006 svoji profesní kariéru zakončila odchodem do důchodu.

## Dílo
Fotografické práce Marie Kratochvílové se vyznačovaly úsilím zachytit podstatu skutečnosti s důrazem na atmosféru a detail. Mezi její významné fotografické cykly patří Asfalty – chodníky, Sněhy či Botanická zahrada. Jako úplně nejrozsáhlejší cyklus vznikly v letech 1975–1986 Městské sochy, který však lze chápat jako nadřazený celek pro různorodější skupinu několika cyklů, z nichž jako první vznikla Okna v letech 1975–1976, dále sem spadá již zmíněná Botanická zahrada z roku 1979. Pavel Vančát označuje za vrchol tvorby Kratochvílové soubor Ma France z léta 1977, pořízený při již zmíněné druhé cestě do Francie. Počátkem 80. let se začala věnovat menším projektům zobrazujícím příbytky jejích přátel a na přelomu 80. a 90. let se pod vlivem ekologicky smýšlejícího okolí pokusila navázat na Botanickou zahradu nedokončeným projektem dokumentujícím život stromů ve městě.
Vůbec první její samostatnou výstavu hostilo v 2. polovině 70. let blanenské kulturní středisko. Od té doby se účastnila celé řady samostatných i kolektivních výstav a její dílo našlo zastoupení ve sbírkách Moravské galerie v Brně, Galerie Klatovy / Klenová, Muzea umění Olomouc či Uměleckoprůmyslového muzea v Praze. V roce 1986 se konala souborná výstava Marie Kratochvílové v Kabinetu fotografie J. Funka Domu umění města Brna, kterou kurátorsky připravila Jana Vránová.